# نورمان بنتويتش
نورمان دي ماتوس بنتويتش (28 فبراير 1883 – 8 أبريل 1971) كان محاميًا بريطانيًا وأكاديميًا قانونيًا. كان المدعي العام المعين من قبل بريطانيا لفلسطين الانتدابية وناشط صهيوني.

## النشأة
كان نورمان بنتويتش الابن الأكبر للصهيوني البريطاني هربرت بنتويتش. التحق بمدرسة سانت بول في لندن وكلية ترينيتي في كامبريدج، حيث قيل أنه «التلميذ المفضل» لجون ويستليك.
كانت بنتويتش مندوبًا في المؤتمرات الصهيونية السنوية من 1907 إلى 1912. قام بأول زيارة له لفلسطين عام 1908. تم تكليفه في فيلق نقل الجمال المصري في 1 يناير 1916. حصل على الصليب العسكري، وفي عام 1919، حصل على وسام الإمبراطورية البريطانية.

## الانتداب على فلسطين
خلال الإدارة العسكرية البريطانية لفلسطين، عمل بنتويتش كمسؤول قضائي أول، واستمر في الإدارة المدنية بعد عام 1920 سكرتيرًا قانونيًا. سرعان ما تم تغيير المنصب إلى النائب العام، وهو المنصب الذي شغله حتى عام 1931. لعبت بنتويتش دورًا رئيسيًا في تطوير القانون الفلسطيني، وبحسب ليخوفسكي، فقد ركز جهوده على «تزويد فلسطين بمجموعة من القوانين التجارية الحديثة التي يُعتقد أنها ستسهل التنمية الاقتصادية مما يجذب المزيد من الهجرة اليهودية». إن تحيز بنتويتش الصهيوني المحسوس جعله غير محبوبٍ بشكل متزايد بين العرب الفلسطينيين، الذين قاموا بمظاهرات واحتجاجات أخرى ضد وجوده في الإدارة.
بعض المسؤولين البريطانيين، بما في ذلك المكتب الاستعماري ورئيس قضاة فلسطين مايكل ماكدونيل، اعتبروه مسؤولًا وضغطوا لإقالته. في عام 1929 مُنع من تمثيل الحكومة في لجنة شو بخصوص أعمال الشغب في آب/أغسطس. في أواخر عام 1930 ذهب في إجازة إلى إنجلترا، حيث سعى دون جدوى للحصول على دعمٍ لاستمرار دوره في فلسطين. عُرضت عليه مناصب قضائية عليا في موريشيوس وقبرص لكنه رفضها. أنهى وكيل وزارة الخارجية للمستعمرات في آب/أغسطس 1931 تعيينه في منصب النائب العام، واستشهد «بالظروف العرقية والسياسية الخاصة بفلسطين، والصعوبات التي تواجهها الإدارة». تعرّض بنتويتش في تشرين الثاني/نوفمبر 1929 لطلقٍ ناري أصابَ فخذه من قِبل موظف عربي يبلغ من العمر 17 عامًا من شرطة فلسطين. حُكم على مهاجمه بالسجن لمدة 15 عامًا، على الرغم من أن بنتويتش دافع عنه شخصيًا.

### الجامعة العبرية
شغل بنتويتش من عام 1932 إلى عام 1951 مقعد العلاقات الدولية في الجامعة العبرية في القدس. تم تعطيل محاضرته الأولى، حول «القدس، مدينة السلام» من قبل الطلاب اليهود الذين اعتبروه متصالحًا جدًا مع العرب.

### آخر حياته
خلال الحرب العالمية الثانية، كلف بنتويتش في سلاح الجو الملكي وفي 24 فبراير 1942 رقي إلى ملازم الطيران. كما سافر إلى إثيوبيا في مهمة قانونية. عاش بنتويتش السنوات العشرين الأخيرة من حياته في لندن، حيث كانت زوجته هيلين بنتويتش تمارس مهنة السياسة كعضوٍ في مجلس مقاطعة لندن.